# Abrostola bettoni
Abrostola bettoni är en fjärilsart som beskrevs av Claude Dufay 1958. Abrostola bettoni ingår i släktet Abrostola och familjen nattflyn. Inga underarter finns listade i Catalogue of Life.